# 진흙강
《진흙강》(Muddy River, 泥の河)은 일본에서 제작된 오구리 코헤이 감독의 1981년 영화이다. 타무라 타카히로 등이 주연으로 출연하였고 Motoyasu Kimura 등이 제작에 참여하였다.

## 출연

### 주연
- 타무라 타카히로
- 후지타 유미코

### 조연
- 카가 마리코
- 아사하라 노부타카
- 시바타 마키코
- 아시야 간노스케
- 카니에 케이조
- 토노야마 타이지
- 야기 마사코

## 기타
- 원작자: 미야모토 테루
- 녹음: Hideo Nishizaki
- 미술: 나이토 아키라
- 연출: 오구리 코헤이